# Grenzallee
Grenzallee – stacja metra w Berlinie na linii U7, w dzielnicy Neukölln, w okręgu administracyjnym Neukölln. Stacja została otwarta w 1930.